# سیلون فلیکس
سیلون فلیکس (فرانسوی: Sylviane Félix‎؛ زادهٔ ۳۱ اکتبر ۱۹۷۷) دونده اهل فرانسه بود.